# 中美天津条约续增条款
《中美天津条约续增条款》（Burlingame-Seward Treaty of 1868，或者Burlingame Treaty），又称《中美续增条约》和《蒲安臣条约》，中美天津条约的修订，两国之间建立正式的友好关系，与美国给予中国最惠国待遇，它是中国晚清时期在一系列不平等条约后，第一件签署的相對平等的對外条约。

## 历史
1868年7月28日，清朝委任當時已離任的美國驻华公使蒲安臣代表中国，和代表美国政府的美国国务卿西华德於美国首都華盛頓签订約文。約文英文共9頁，原存於中華民國外交部，現典藏於臺北外雙溪國立故宮博物院保存。
《蒲安臣条约》以西方国际法的形式确立了两国的对等地位。它的主要内容包括：在中国让给外国人居住的地段，中国皇帝并未放弃“征用权”（Eminent Domain）；中国皇帝有权在美国港口派驻领事，其领事特权与豁免权和英俄驻美领事相同；两国公民在对方境内免受宗教迫害；两国政府尊重移民自由；两国公民都可以到对方的政府公立学校求学，并享有最惠国国民待遇，两国公民得以在对方境内设立学堂；美国政府无权也无意干涉中国内部事务管理，铁路、电报等建设项目上，“总由中国皇帝自主，酌度办理”，倘若中国政府决定展开这类项目并希望利用西方技术，美国政府将指定工程师接受中国政府聘用。
由于有了《蒲安臣条约》，導致美国成为中国政府派遣留学生的首选，而不是当时世界最强国英国。1872年，第一批中国幼童乘船前往美国，从此掀开了中国公派留美学习历史的第一页。
这部条约也为中国劳工移民美国敞开了大门。不过，由于美国国内对华工的激烈排斥，美国在1880年修改了《蒲安臣条约》中的移民条款（《中美續修條約》），又在1882年通过了《排华法案》。